# Penn State Nittany Lions
Penn State Nittany Lions – nazwa drużyn sportowych Pennsylvania State University, biorących udział w akademickich rozgrywkach w Big Ten Conference, organizowanych przez National Collegiate Athletic Association. Żeńska drużyna koszykówki nosi nazwę Penn State Lady Lions.

## Sekcje sportowe uczelni

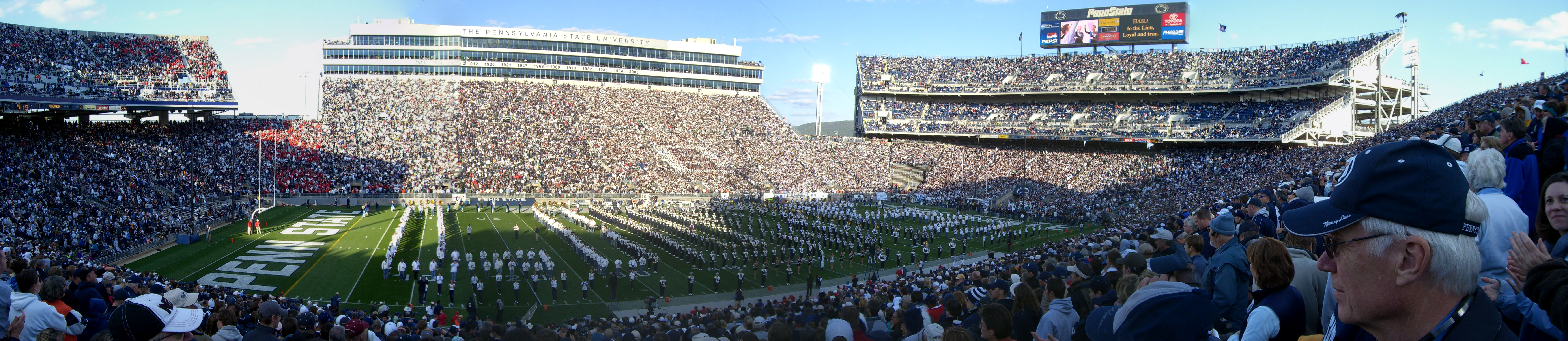
Beaver Stadium.

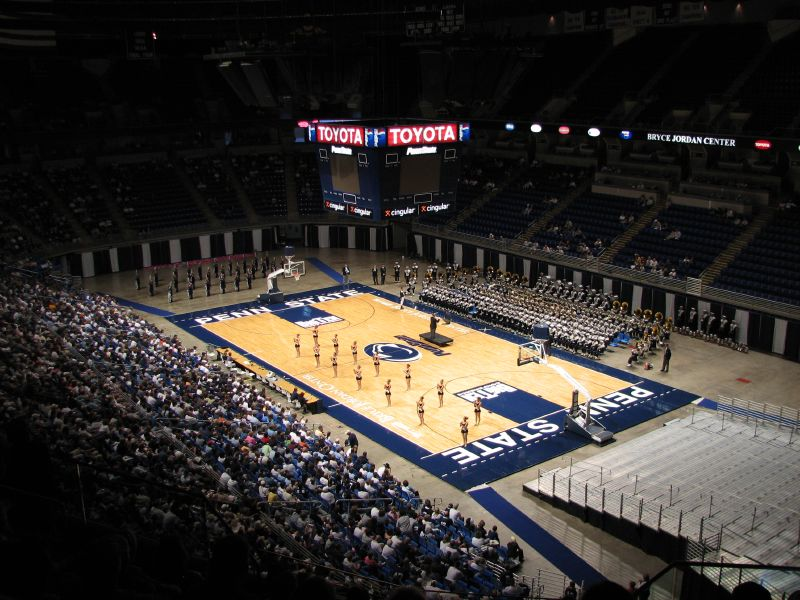
Bryce Jordan Center.

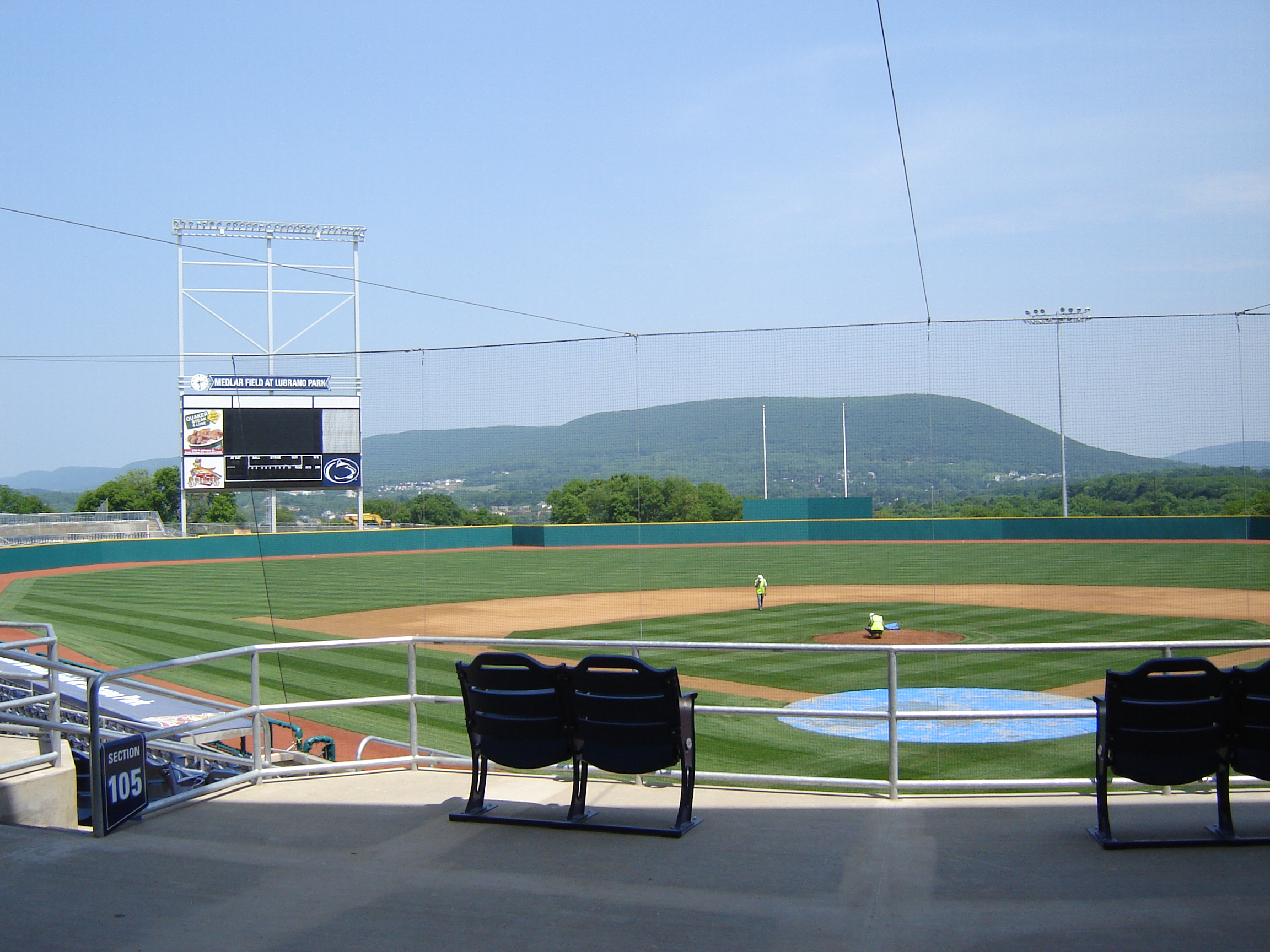
Medlar Field.

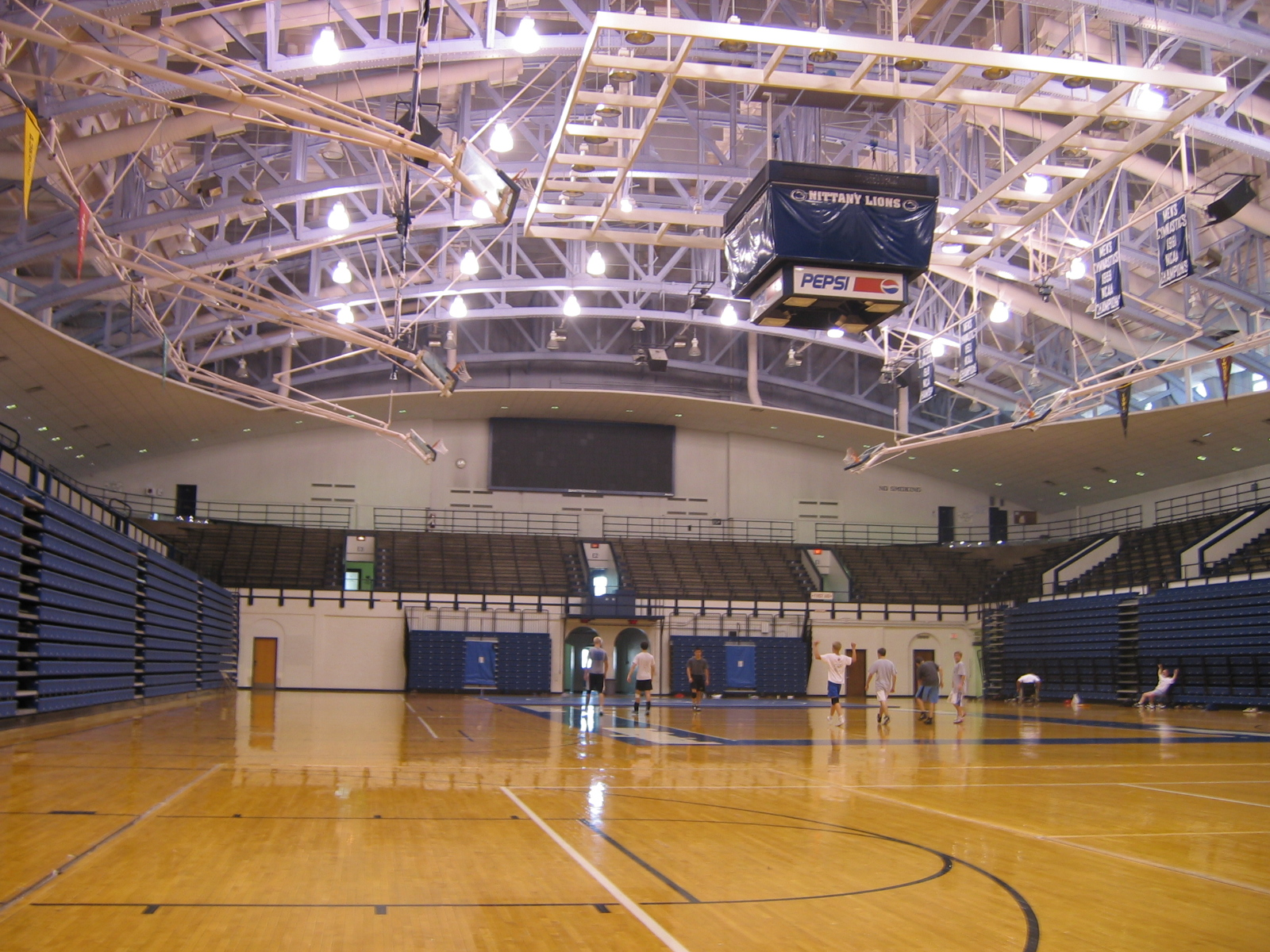
Rec Hall.

| Mężczyźni - baseball - bieg przełajowy (3): 1942, 1947, 1950 - futbol amerykański - gimnastyka sportowa (12): 1948, 1953, 1954, 1957, 1959, 1960, 1961, 1965, 1976, 2000, 2004, 2007 - golf - hokej na lodzie - koszykówka - lacrosse - lekkoatletyka - piłka nożna - pływanie - siatkówka (2): 1994, 2008 - szermierka (13): 1990, 1991, 1995, 1996, 1997, 1998, 1999, 2000, 2002, 2007, 2009, 2010, 2014 - tenis - zapasy (6): 1953, 2011, 2012, 2013, 2014, 2016 | Kobiety - bieg przełajowy - gimnastyka artystyczna - golf - hokej na trawie - hokej na lodzie - koszykówka - lacrosse (2): 1987, 1989 - lekkoatletyka - piłka nożna (1): 2015 - siatkówka (7): 1999, 2007, 2008, 2009, 2010, 2013, 2014 - pływanie - softball - szermierka (1): 1983 - tenis |

W nawiasie podano liczbę tytułów mistrzowskich NCAA (stan na 17 lutego 2017)

## Obiekty sportowe
- Beaver Stadium – stadion futbolowy o pojemności 106 572 miejsc[3]
- Bryce Jordan Center – hala sportowa o pojemności 15 261 miejsc, w której odbywają się mecze koszykówki[4]
- Jeffrey Field – stadion piłkarski o pojemności 5000 miejsc[5]
- Rec Hall – hala sportowa, w której odbywają się mecze siatkówki, zawody w zapasach i gimnastyczne o pojemności 6502 miejsc[6]
- Medlar Field at Lubrano Park – stadion baseballowy o pojemności 5406 miejsc[7]
- Pegula Ice Arena – hala sportowa, w której odbywają się mecze hokeja na lodzie o pojemności 5782 miejsc[8]
- The Penn State Field Hockey Complex – boisko do hokeja na trawie z trybunami o pojemności 750 miejsc[9]
- Penn State Lacrosse Field – stadion, na którym odbywają się mecze lacrosse[10]
- Lorenzo Wrestling Complex – hala, w której odbywają się zawody w zapasach[11]
- Multi-Sport Facility & Horace Ashenfelter III Indoor Track – hala z bieżnią lekkoatletyczną o pojemności 800 miejsc[12]
- McCoy Natatorium – hala sportowa z pływalnią[13]
- Nittany Lion Softball Park – stadion softballowy o pojemności 1084 miejsc[14]
- Sarni Tennis Center – korty tenisowe z trybunami o pojemności 1000 miejsc[15]
- White Building – hala sportowa, w której odbywają się zawody szermiercze[16]